# Hulecoeteomyia
Hulecoeteomyia ist eine Untergattung der Gattung Aedes aus der Familie der Stechmücken (Culicidae). Die Untergattung wurde im Jahre 2006 sogar als Gattung etabliert. Ab dem Jahr 2000 bildeten alle ihre Arten einen Teil der Untergattung Ochlerotata (Finlaya), zuvor waren sie wie heute der Gattung Aedes zugeordnet. Die Weibchen saugen Blut bei Wirbeltieren und sind auch für den Menschen als Überträger von Krankheitserregern wie dem West-Nil-Virus und verschiedenen Arten von Enzephalitis-Viren bedeutsam. Eine bekannte, in Europa und den Vereinigten Staaten eingeschleppte Art, ist die Asiatische Buschmücke (Aedes (Hulecoeteomyia) japonicus).

## Merkmale
Die Imagines der Untergattung Hulecoeteomyia ähneln denen der Untergattung Tanakaius in der Gattung Aedes und haben wie diese schmale, aber auffällige gelbe Streifen auf dem Rücken. Sie unterscheiden sich jedoch von der Untergattung Tanakaius durch blasse Bänder auf den Tarsomeren der Hinterbeine. 
Die Larven von Hulecoeteomyia ähneln ebenfalls denen der Untergattung Tanakaius und unterscheiden sich nur durch verschiedene Dornbildungen am Atemrohr.

## Verbreitung
Hulecoeteomyia ist ursprünglich in der ostpaläarktischen Region und in der Orientalis beheimatet, d. h. in Süd-, Ost- und Südostasien. Auf anderen Kontinenten wurden viele Vertreter dieser Untergattung durch den Menschen eingeführt. Sie wurden durch den internationalen Handel verschleppt und konnten sich unter ähnlichen klimatischen Bedingungen wie in ihrer Heimat vielfach als Neozoen gegen die Konkurrenz der einheimischen Stechmücken behaupten.

## Lebensweise
Wie bei allen Stechmücken beginnt auch bei der Untergattung Hulecoeteomyia der Lebenszyklus mit der Eiablage in der Nähe eines Gewässers. Bei Regen oder steigendem Wasserspiegel schlüpfen die Larven, die sich im Wasser von organischem Material und Mikroorganismen ernähren. Sie haben am Hinterende ein Atemröhrchen, mit dem sie an der Wasseroberfläche Luft atmen können. Nach dem vierten Häutungsstadium verpuppen sich die Larven. 
Die Larven von Hulecoeteomyia können auch in kleinen Gewässern überleben, so in Teichen und Pfützen sowie in vom Menschen hergestellten Behältern wie alten Autoreifen und in wassergefüllten Hohlräumen von Pflanzen (Phytotelmata). Zu Letzteren zählen hohle Bäume, z. B. die Stämme der Schraubenbäume, Bambusrohr, Blattachseln, z. B. die der Nipapalmen, Bananenstauden, Kannenpflanzen oder Kokosnussschalen. 

## Systematik und Taxonomie
Frederick Vincent Theobald beschrieb 1904 die Art Hulecoeteomyia chrysolineata. Die Gattung Hulecoeteomyia wurde aber bald ein Synonym der Gattung Aedes und in diese eingegliedert. 2006 wurde das Synonym Hulecoeteomyia von John F. Reinert, Ralph E. Harbach und Ian J. Kitching als eigene Gattung wiedererrichtet und für einen Teil der Arten innerhalb der Untergattung Aedes (Finlaya), die im Jahr 2000 in Ochlerotatus (Finlaya) umbenannt worden war, verwendet. Der neue Name Hulecoeteomyia fand jedoch wenig Verbreitung. So wird in einer Liste der deutschen Stechmückenfauna aus dem Jahr 2011 die eingewanderte Asiatische Buschmücke weiterhin als Ochlerotatus japonicus bezeichnet.

## Arten
Zur Untergattung Hulecoeteomyia der Gattung Aedes werden 13 Arten gezählt:
- Aedes (Hulecoeteomyia) chrysolineatus (Theobald, 1907)
- Aedes (Hulecoeteomyia) formosensis (Yamada, 1921)
- Aedes (Hulecoeteomyia) harveyi (Barraud, 1923)
- Aedes (Hulecoeteomyia) japonicus (Theobald, 1901)
  - Aedes (Hulecoeteomyia) japonicus ssp. amamiensis (Tanaka, Mizusawa & Saugstad, 1979)
  - Aedes (Hulecoeteomyia) japonicus ssp. japonicus (Theobald, 1901)
  - Aedes (Hulecoeteomyia) japonicus ssp. shintienensis (Tsai & Lien, 1950)
  - Aedes (Hulecoeteomyia) japonicus ssp. yaeyamensis (Tanaka, Mizusawa & Saugstad, 1979)
- Aedes (Hulecoeteomyia) jugraensis Leicester, 1908
- Aedes (Hulecoeteomyia) koreicus (Edwards, 1917)
- Aedes (Hulecoeteomyia) nigrorhynchus (Brug, 1931)
- Aedes (Hulecoeteomyia) pallirostris (Edwards, 1922)
- Aedes (Hulecoeteomyia) reinerti (Rattanarithikul & Harrison, 1988)
- Aedes (Hulecoeteomyia) rizali (Banks, 1906)
- Aedes (Hulecoeteomyia) saxicola (Edwards, 1922)
- Aedes (Hulecoeteomyia) sherki (Knight, 1948)
- Aedes (Hulecoeteomyia) yunnanensis (Gaschen, 1934)